# Jan Magiera
Jan Magiera (Jelna, 30 de setembro de 1938 — Mostki, 9 de fevereiro de 2022) foi um ciclista polonês. Terminou em segundo lugar na competição Volta à Polónia de 1966. Competiu nos Jogos Olímpicos de Verão de 1964 e 1968.